# Eruvin
Eruvin (en hebreu: ערובין) és el segon tractat de l'ordre Moed de la Mixnà, el tractat parla dels diversos tipus d'eruv. Eruvin té deu capítols. La versió del Talmud de Babilònia té 104 pàgines i la versió del Talmud de Jerusalem té 65 pàgines.

## Tipus d'Eruv

### Eruv chatzerot
Un eruv chazterot (en hebreu: עירוב חצרות) és un recinte ritual que permet als residents o visitants jueus portar certs objectes fora de les seves pròpies llars durant el Shabat i el Yom Kipur (el Dia del Perdó). Un eruv aconsegueix això mitjançant la integració d'una sèrie de propietats privades i públiques en un domini privat més gran, reduint així la restricció sobre el transport d'objectes fora de la llar durant el Shabat i els dies festius. L'eruv permet als jueus religiosos, entre altres coses, portar les claus de les seves cases, mocadors, medicines, bastons i cotxets de nadons. La presència o l'absència d'un eruv afecta a la vida de les persones amb mobilitat limitada i als responsables de la cura dels nadons i els infants.

### Eruv techumin
Un eruv techumin (en hebreu: עירוב תחומין) permet a un jueu ortodox viatjar durant el Shabat i els dies festius. El jueu prepara el menjar abans del Shabat, o abans de qualsevol dia festiu quan planeja viatjar més lluny del que normalment es permet en aquests dies. El judaisme ortodox prohibeix el transport motoritzat en Shabat, encara que la presència d'un eruv permet algunes formes de transport no motoritzat, així com l'ús de cotxets de nen i cadires de rodes.

### Eruv tavshilin
Un eruv tavshilin (en hebreu: עירוב תבשילין) es fa a la casa el vespre abans d'un dia festiu que té lloc abans del Shabat. Es fa prenent un article cuinat i un article fornejat, i posant-los junts. És comú fer servir un tros d'ou, peix o carn cuits com el producte cuit, i un tros de pa o de matzà com el producte fornejat. Fer-ho és necessari, perquè tot i que es permet cuinar i transferir foc durant els dies festius (a diferència del Shabat i el Yom Kippur, quan aquestes activitats estan prohibides), aquestes activitats es permeten tan sols durant els dies festius, i no a l'endemà. Aquest tipus d'eruv requereix començar els preparatius pel Shabat, abans que comenci el dia festiu. Els aliments del eruv es mengen normalment durant el dia de Shabat, que té lloc després del dia festiu.